# 法布尔 (姓氏)
法布尔（法語：Fabre）是一个奥克语法语姓氏。

## 人物列表
- André Fabre（1945年生），法国驯马师
- Cindy Fabre（1985年生），2005年法国小姐
- Édouard Fabre（1885年－1939年），加拿大赛跑运动员
- Édouard-Charles Fabre（1827年－1896年），前蒙特利尔大主教
- Fabre d'Églantine（1750年－1794年），法国剧作家与革命者
- Fabre d'Olivet（1767年－1825年），法国作家、诗人与作曲家
- François-Xavier Fabre（1766年－1837年），法国历史主题画家
- Hector Fabre，加拿大政治家与外交官
- 亨利·法布尔，法国飞行家，水上飞机“Le Canard”的发明人
- Jan Fabre（1958年生），比利时导演
- 尚-亨利·法布尔（1823年－1915年），法国昆虫学家
- Pascal Fabre，法国一级方程式赛车车手
- Pierre Fabre（1981年生），法国神经系统学家（英语：neuroscientist）